# Bindlestiff Family Cirkus
El Bindlestiff Family Cirkus (en español: Circo de la Familia Bindlestiff) es una compañía de circo estadounidense, fundada en 1995 por Stephanie Monseu y Keith Nelson, que realiza producciones que mezclan circo, vodevil, variedades y espectáculos secundarios. Inicialmente, el dúo se llamó Fireplayy en 1999, se convirtió en una organización sin ánimo de lucro constituida como Bindlestiff Family Variety Arts, Inc.
La compañía, con sede en Hudson y Brooklyn, además, ofrece programas de formación en artes circenses para jóvenes y apoya a artistas emergentes y profesionales que contribuyen al resurgimiento del interés por las artes circenses.

## Espectáculos
Su primer espectáculo Bindlestiff Family Cirkus Cabaret tuvo lugar en Brooklyn. A partir de 2001, presentó producciones teatrales de larga duración, incluidas Buckaroo Bindlestiff's Wild West Gender Bender Jamboree (2001), High Heels and Red Noses (2003) y From the Gutter to the Glitter: A Night Out". with the Bindlestiffs (2005), dirigida por Michael Preston.
También produjeron varias ediciones de la Cavalcade of Youth, un escaparate para artistas menores de 21 años y producen el NYC Regional American Youth Circus Organization festival y NYC Unicycle Festival.
Durante la pandemia de COVID-19 fueron la primera compañía en presentar espectáculos de circo ambulante en Nueva York, gratuitos y en formato de escenarios móviles de estilo carroza, que se movían por los vecindarios más afectados y ayudaron a más de 70 artistas desempleados contratándolos para dichos espectáculos, Flatbed Folliestour (verano, 2021) y Frostbite Follies Holiday Borough Tour (navidad, 2021).

## El Palacio de la Variedad
En 2002, la compañía convirtió una desaparecida zapatería, justo al lado de Times Square, en un espacio para espectáculos llamado The Palace of Variety y un museo llamado The Free Museum of Times Square. Durante las siguientes temporadas, The Palace of Variety se convirtió en el centro neurálgico de las artes de variedades en Nueva York. Hasta quince espectáculos por semana presentaban el Bindlestiff Family Cirkus y otros artistas. Los actos incluyeron obras de teatro, exhibiciones secundarias, espectáculos burlescos y un circo de pulgas. En The Free Museum of Times Square se mostraba la historia de la zona. Se vieron obligados a cerrar en febrero de 2004 debido a la demolición prevista del edificio.

## Miembros de la compañía
Entre los artistas principales figuran los fundadores Keith Nelson y Stephanie Monseu, el tecladista Raja Azar, la trapecista y acróbata Tanya Gagné, el artista del lazo y la cuerda Angelo Iodice, la payasa Christine Duenas, el músico Peter Bufano, el payaso Matthew Morgan, el malabarista Adam Kuchler, el batería Tim Hoey, el payaso e impresario del circo de pulgas Adam Gertsacov, el mago Magic Brian, el payaso especialista de cine Jonah Logan, la insectívora y maga Tanya Solomon y el mago MC Scotty the Blue Bunny. Otros miembros han sido Sxip Shirey.